# Unabhängige Lesereihen
Der Unabhängige Lesereihen e. V. (UL) ist der Dachverband freier Literaturveranstalter im deutschsprachigen Raum. Die Anfänge des Netzwerks gehen auf das Jahr 2015 zurück. Seit 2018 sind die Unabhängigen Lesereihen ein eingetragener Verein mit Sitz in München.
Die Unabhängigen Lesereihen versammeln aktuell rund 50 Lesereihen aus dem deutschsprachigen Raum, denen vier Kriterien gemein sind: Es handelt sich um autonom agierende, auf Dauer angelegte, kuratierte und nicht auf Wettbewerb ausgerichtete Literaturveranstaltungen.

## Vereinsstruktur
Der Unabhängige Lesereihen e. V. kommt mindestens einmal jährlich zu einer Mitgliederversammlung zusammen. Alle zwei Jahre wählen die Mitglieder einen neuen Vorstand, der den Verein nach außen hin vertritt. Daneben gibt es mehrere Arbeitsgruppen, die für die Durchführung bestimmter Projekte zuständig sind oder sich langfristig um gewisse Themen- und Arbeitsbereiche kümmern (z. B. Diversität und Öffentlichkeitsarbeit).
Das erste große Projekt des Unabhängige Lesereihen e. V. war ein internationales Festival zeitgenössischer Literatur, das Unabhängige Lesereihen Festival (ULF), das zwischen 12. und 15. September 2019 mit ca. 100 Autoren und 80 Veranstaltern in Nürnberg an mehreren Standorten, vor allem aber im Z-Bau stattfand. Zu den abgeschlossenen Projekten zählen außerdem die während der COVID-19-Pandemie ausgetragenen virtuellen „Gastspiele“ und die länderübergreifende Literaturveranstaltungsreihe „Reihenweise“ im Rahmen der Veröffentlichung des gleichnamigen Buchs.

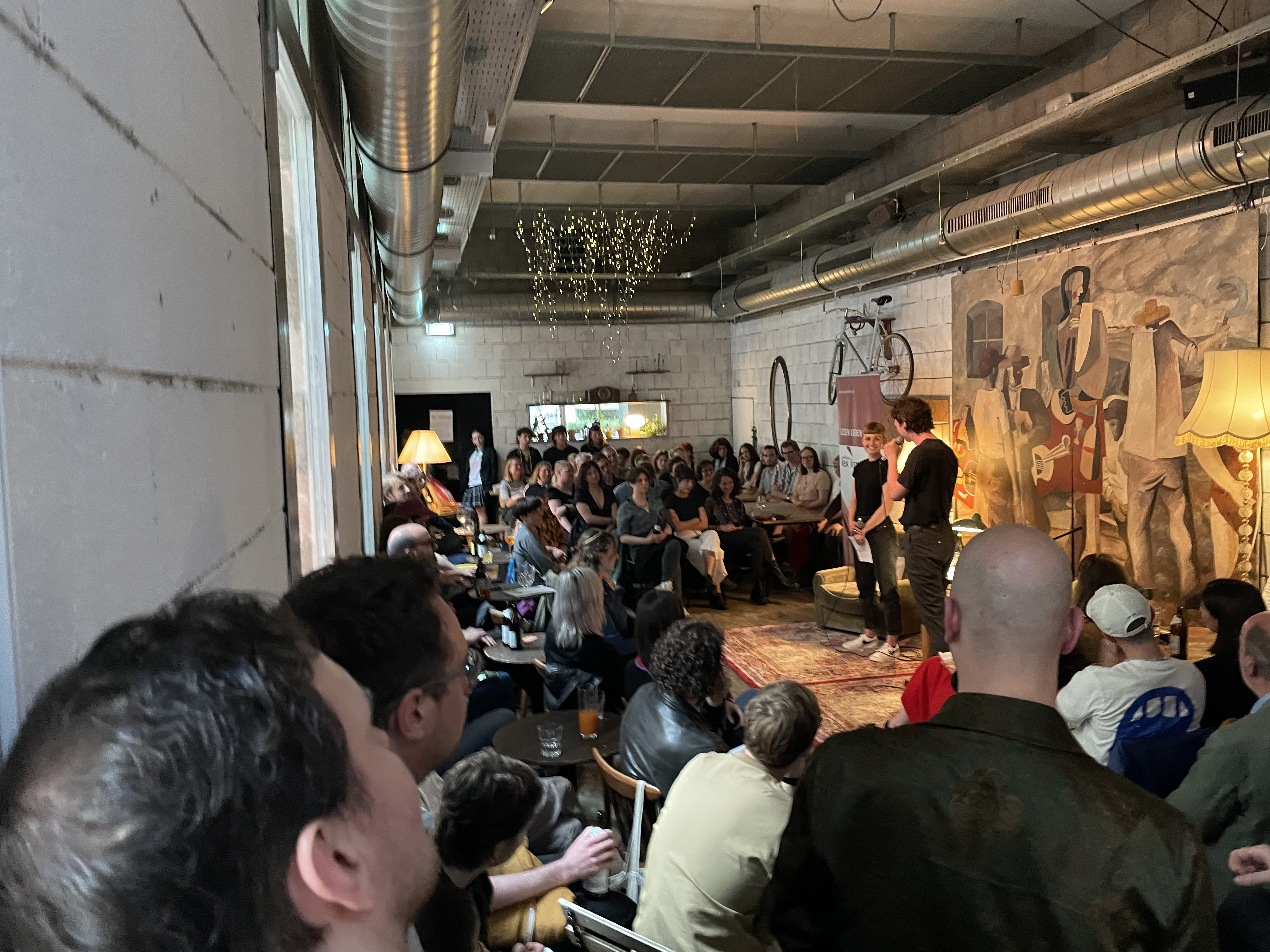
Buchpräsentation der Anthologie Gläsern und Glänzen von Gläserne Texte, Café Siebenstern, Wien, 7. Juni 2023

## Kulturpolitische Positionen
Im September 2022 veröffentlichte der Unabhängige Lesereihen e. V. ein Papier, das die kulturpolitischen Positionen des Vereins zusammenfasst. Darin wird zum einen die Bedeutung von Literaturveranstaltungen für Besucher und Autoren im Allgemeinen und im Besonderen von freien Literaturveranstaltungen aus der Perspektive des Vereins dargelegt. Zum anderen werden Probleme der freien Literaturszene benannt und Lösungsvorschläge erörtert bzw. Forderungen an die Kulturpolitik gestellt. Im Vordergrund stehen Forderungen nach höheren und mehrjährigen öffentlichen Förderungen sowie nach der strukturellen Anerkennung der Kuration literarischer Veranstaltungen als künstlerische Tätigkeit.
2024 veröffentlichte der Verein Honorarempfehlungen für Lesungsformate in Deutschland, Österreich und der Schweiz.

## Lesereihen in Deutschland, Österreich und der Schweiz

### Lesereihen in Deutschland
- auslandSPRACHEN (Berlin), Webseite
- bauschen & biegen (Freiburg), Webseite
- books without covers (Berlin), Webseite
- Die großen Eugen v. Groblock Revue (Berlin), Webseite
- GLITSH (München)
- Hafenlesung (Hamburg), Webseite
- HofLiteratur/KlubLiteratur (Leipzig), Webseite
- In guter Nachbarschaft (Jena, Weimar, Erfurt), Webseite
- Irgendwie 248 Sachen (Hildesheim), Webseite
- KASCH (Berlin), Webseite
- Kellerkultur (Göttingen), Webseite
- KOOKread (Berlin), Webseite
- Kunstkiosk (Düsseldorf), Webseite
- Land in Sicht (Köln), Webseite
- Lesebühne Text Genuß & Schnaps + Vorträge (Hannover), Webseite
- LIX – Literatur im HochX (München), Webseite
- Literaturklub (Köln), Webseite
- Lyrik im Ausland (Berlin), Webseite
- Lyrik ist Happening (Dresden), Webseite
- meine drei lyrischen ichs (München), Webseite
- Mit anderen Worten, (Köln), Webseite
- NEVER WASH THEM (Frankfurt am Main), Webseite
- niemerlang (Leipzig), Webseite
- nochnichtmehrdazwischen (Berlin), Webseite
- OPEN Späti (Berlin), Webseite
- Poetry Jam (Wiesbaden), Webseite
- PostOst-Café (Berlin), Webseite
- ROY – Literarisches bei Schnaps (Nürnberg), Webseite
- SALÓN BERLINÉS (Berlin), Webseite
- Schnittstellen (Frankfurt am Main), Webseite
- Schreiben gegen die Norm(en)? (Berlin), Webseite
- sunsets & books (Augsburg), Webseite
- textOUR (Berlin), Webseite
- Übermut & Zärtlichkeit (Nürnberg), Webseite
- Warnitzer Lesungen (Warnitz), Webseite
- werk[statt] (München), Webseite
- XYUNGLITX (Würzburg), Webseite
- zwischen/miete (Freiburg),
- zwischen/miete (Konstanz), Webseite
- zwischen/miete (Stuttgart), Webseite
- zwischen/miete (NRW, überregional), Webseite

### Lesereihen in Österreich
- Blumenmontag (Wien), Webseite
- FHK5K – Frau Herrmanns Katerstrophen 5000 (Innsbruck), Webseite
- Gläserne Texte (Wien), Webseite
- Literaturstunde (Wien), Webseite
- SEHR ERNSTE (Wien), Webseite
- Sonntagsloch (Wien), Webseite
- zusammen lesen (Graz), Webseite

### Lesereihen in der Schweiz
- Sofalesungen (überregional), Webseite